# Quartiere

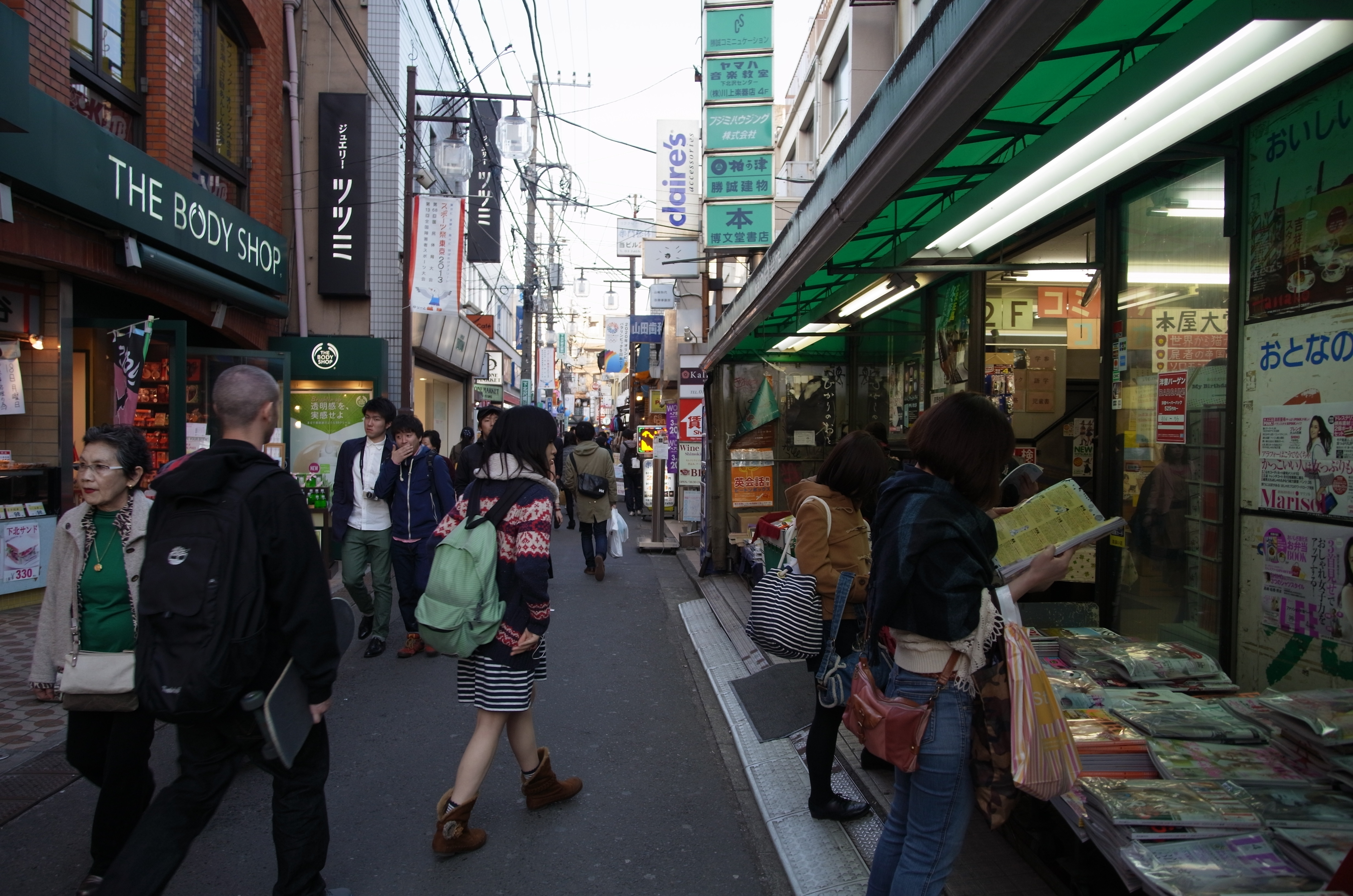
Il distretto commerciale di Shimokitazawa a Setagaya, Tokyo. Conosciuto anche come Shimokita, il quartiere è ben noto per la densa presenza di piccoli negozi di moda, caffè, cinema, bar e locali di musica dal vivo

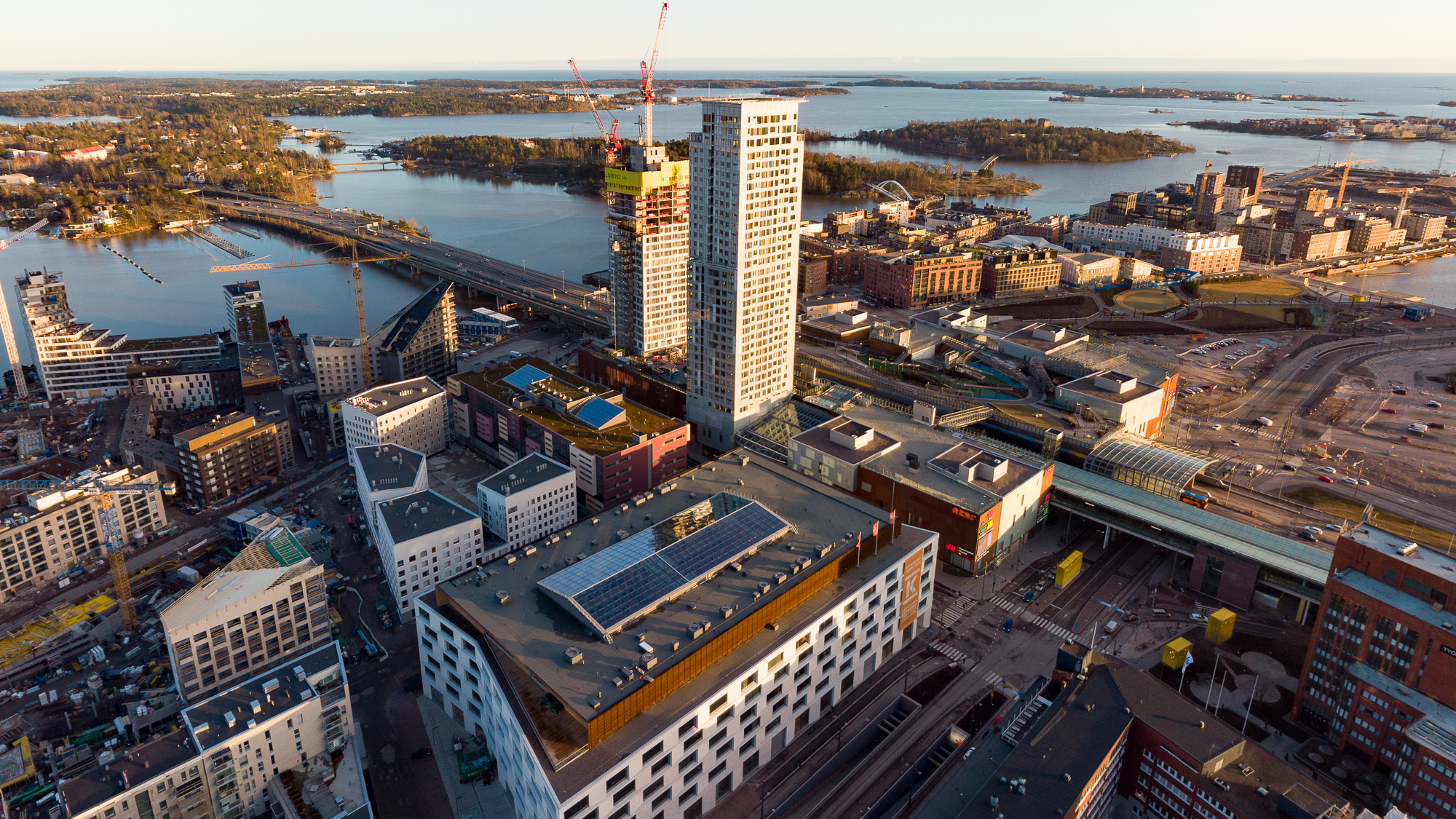
Kalasatama, uno dei quartieri di Helsinki, Finlandia. Situato a poco più di un chilometro a nord del centro della città costiera, la zona sta rapidamente diventando uno spazio urbano particolarmente edificato

Un quartiere è uno dei settori di territorio che fanno parte di una città e si distingue dagli altri settori cittadini per le sue caratteristiche, quali posizione topografica o geografica, funzionalità (quartiere degli affari), storia e, in certi casi, per la maggioranza etnica che vi risiede (ghetto). Un quartiere può rappresentare una suddivisione amministrativa in alcune grandi città e in tal caso è rappresentato dal consiglio di quartiere, un organo elettivo amministrativo con funzioni consultive e in alcuni casi deliberative riguardanti l’amministrazione del quartiere stesso. In un'accezione familiare, il termine viene spesso utilizzato per la zona in cui si abita, riferendosi ad esempio alla vita del quartiere o al cinema del quartiere.
In epoca medioevale e rinascimentale, il quartiere era una delle quattro parti in cui veniva suddivisa la città (quando era suddivisa in tre parti, si chiamavano terzieri, se in sei parti, sestieri); il nome è poi divenuto generico per qualunque numero di suddivisioni.

## Storia
Il termine quartiere deriva dal numero dei settori, quattro, in cui erano suddivise molte città medievali, impostazione già adottata per le città fondate dagli antichi Romani, in cui l'accampamento (castrum) era suddiviso in quattro parti dall'intersezione delle due strade principali, il cardo e il decumano. I quattro quartieri formatisi con questa soluzione urbanistica sono tuttora esistenti in alcune città antiche o medievali.
Molti architetti del Movimento Moderno hanno studiato questa unità al fine della razionalizzazione della città, arrivando a proporre diverse soluzioni architettoniche ed urbanistiche tra l'utopico e il reale. Il Razionalismo Italiano nelle città di fondazione di epoca fascista ha diviso, tra i primi, la struttura urbana in zone, individuando i quartieri aventi funzione abitativa. Le città razionaliste simbolo realizzate "ex novo" in quegli anni dagli architetti italiani, come la recente scoperta di Portolago, cittadina greca dell'isola di Leros, nel Dodecaneso, e la più conosciuta Sabaudia nell'Agro Pontino ne dimostrano esemplarmente i caratteri.
La più nota progettazione di questo elemento urbano è quella di Le Corbusier, che teorizza un quartiere sintesi e forse apice della sua carriera, definito Unité d'Habitation.
Questa struttura ubicata in Marsiglia, Francia, costruita nel 1947-1952, è probabilmente se non la più famosa opera Le Corbusier, la più dirompente dal punto di vista sociale e urbanistico. Ha provocato infatti, un'enorme influenza ed è spesso citata come fonte d'ispirazione della corrente architettonica e filosofica definita con il termine brutalismo.
L'edificio-quartiere di Marsiglia comprende 337 appartamenti organizzati su dodici piani e sospesi su larghi pilotis. Nell'edificio sono anche incorporati negozi, palestra, un'infermeria, un asilo e un albergo. Il tetto piano è pensato come uno spazio comune con sculture, impianti di aerazione, e piscina.
Altri quartieri storici nella grandi città hanno nel corso del tempo acquistato un loro carattere, una loro anima in relazione al tipo di residenti che vi abitavano. Si pensi al quartiere di Montmartre definito degli artisti, al Greenwich Village o West village a New York quartiere abitato dagli scrittori, o ad Hollywood che in origine era un quartiere di Los Angeles.
Sono considerati quartieri anche altre suddivisioni cittadine formatesi storicamente, tra le quali rientrano le seguenti:
- Rione, termine usato in alcune città italiane per le suddivisioni urbane più antiche. Deriva dai rioni di Roma; nel caso di Roma le suddivisioni urbane all'interno delle mura aureliane, e dunque più antiche, sono dette "rioni", mentre quelle esterne alla cinta muraria, e dunque più recenti, sono dette "quartieri". Le suddivisioni odierne del centro di Roma derivano dalle 14 regiones in cui l'imperatore Augusto suddivise il territorio della città.[2]
- Terziere, ognuno dei tre settori in cui si dividevano alcune città medievali, caratteristica che alcune di esse hanno conservato.[2][3]
- Sestiere, ognuno dei sei settori in cui si dividevano alcune città italiane, come ad esempio Firenze, Venezia, Genova e Milano. Il termine è tuttora in uso per i sei quartieri di Venezia, la cui suddivisione risale al Medioevo.[2][4]
- Contrada, ognuno dei rioni in cui si dividevano le città antiche. Il termine è tuttora utilizzato a Siena e indica ognuno dei 17 quartieri in cui la città è suddivisa e che si disputano il palio cittadino.[5]
- Mandamento, termine con cui vengono denominati i quattro rioni del centro storico di Palermo.

Il termine borgata, nel linguaggio moderno, si riferisce invece sia a un piccolo centro abitato rurale che a un raggruppamento di edifici periferici facente parte di un quartiere cittadino.

## Tipologia di quartiere
Le caratteristiche che contraddistinguono un quartiere possono essere comprese nelle seguenti tipologie:
- geografica e topografica, come ad esempio i quartieri di Trastevere a Roma e l'Oltrarno di Firenze, situati lungo una delle rive del fiume che attraversa il comune.
- funzionale
  - quartieri che si differenziano a seconda delle condizioni economiche dei suoi residenti.
    - quartieri residenziali e quartieri alti, i cui abitanti sono in prevalenza benestanti.
    - quartieri popolari e quartieri bassi, abitati da fasce più povere della popolazione.

  - quartiere commerciale, dove hanno sede le maggiori aziende commerciali, istituti bancari ecc., spesso coincidente con il centro cittadino.[7] Il termine è riferito anche a nuovi insediamenti comunali in periferia che si sviluppano attorno a nuove attività commerciali.[8]
  - quartiere industriale, destinato a insediamenti industriali in cui possono essere comprese le residenze degli operai che vi lavorano.[9]
  - quartiere portuale, sviluppatosi attorno al porto cittadino.
  - quartiere dormitorio, quartiere popolare creato in periferia e destinato alle abitazioni dei lavoratori. Non comprende le sedi aziendali ed è solitamente carente di servizi, negozi, aree verdi, ecc.[10]
- storica, con quartieri che si differenziano a seconda del periodo in cui sono nati, come un quartiere medievale, rinascimentale, ottocentesco, vecchio, nuovo ecc.
- etnica, con quartieri che prendono il nome dall’etnia maggioritaria dei suoi abitanti, come ad esempio i quartieri cinesi (in inglese Chinatown) di varie città del mondo, o come Little Italy di New York.

## Amministrazione pubblica
Un quartiere può essere amministrativamente delimitato e i suoi confini ufficialmente designati; è possibile che abbia una propria struttura amministrativa (subordinata a quella della città, del paese o di un'altra area urbana), spesso con distaccamenti locali di uffici comunali e consigli di quartiere, in cui i cittadini possono partecipare e animare la vita politica locale. Questo tipo di suddivisione è particolarmente comune in paesi come: Italia (circoscrizione), Francia (quartier), Romania (cartier), Georgia (კვარტალი, k'vart'ali), Bulgaria (квартал, kvartal), Serbia (четврт, četvrt), Croazia (četvrt). Il termine, oltre a quelli precedentemente citati, può indicare anche altri tipi di suddivisione specifiche quali: il borough (lett. "borgo" o "borgata"), nei paesi anglofoni; il barrio, in Spagna e nell'America Latina ispanofona; il bairro, in Portogallo e Brasile; la dzielnica, in Polonia; lo stadtteil, in Germania; il sangkat (សង្កាត់), in Cambogia.
Per motivi urbanistici, logistici, economici e amministrativi, il quartiere (in particolare residenziale) rappresenta anche un primo livello di comunità e di ambito sociale. Per esempio, nei quartieri possono prendere corpo spontaneamente cooperative e comitati informali di cittadini che si esprimono in modo collegiale, per esempio, nei confronti dell'amministrazione cittadina.